# Dimitrij (Drozdov)
Dimitrij (světským jménem: Nikolaj Grigorjevič Drozdov (rusky), Mikalaj Ryhoravič Drazdou (bělorusky); * 22. ledna 1953, Babrujsk) je běloruský duchovní Běloruské pravoslavné církve a arcibiskup vitebský a oršanský.

## Život
Narodil se 22. ledna 1953 v Babrujsku.
Roku 1972 dokončil lesnickou školu v rodném městě. Poté pracoval v Ivacevičském dřevozpracujícím sdružení.
V letech 1972–1974 sloužil v řadách Sovětské armády. Po absolvování vojenské služby nastoupil na Moskevský duchovní seminář a následně na Moskevskou duchovní akademii.
Roku 1977 se stal hypodiákonem patriarchy Pimena a vstoupil do Trojicko-sergijevské lávry.
Dne 30. března 1978 byl postřižen na monacha se jménem Dimitrij. Dne 29. dubna byl rukopoložen na hierodiakona a 15. dubna 1984 na jeromonacha.
Roku 1986 byl povýšen na igumena.
Dne 6. července 1989 jej Svatý synod zvolil biskupem polockým a vitebským. Dne 22. července byl oficiálně jmenován biskupem a o den později proběhla v chrámu Zesnutí přesvaté Bohorodice Žyrovického monastýru jeho biskupská chirotonie. Světiteli byli patriarcha antiochijský a celého Východu Ignatios IV., metropolita minský a běloruský Filaret (Vachromejev), arcibiskup mogilevský a homelský Maxim (Krocha), arcibiskup vladimirský a suzdalský Valentin (Miščuk), biskup larisský Gibran (Ramlaoui) (Pravoslavný patriarchát antiochijský), biskup pinský Konstantin (Chomič) a biskup filippopolský Nifon (Sajkali) (Pravoslavný patriarchát antiochijský).
Dne 7. července 1992 byl převeden na novou vitebskou katedru.
Dne 19. února 1999 byl patriarchou Alexijem II. povýšen na arcibiskupa.
Dne 30. prosince 2008 jej Synod Běloruské pravoslavné církve předsedou synodního oddělení pro interakci s ministerstvem vnitra a odborem vězeňské služby.
Dne 30. května 2011 byl v souvislosti přeměny duchovního učiliště na Vitebský duchovní seminář jmenován jeho rektorem.
Dne 10. října 2013 byl dekretem patriarchy Kirilla jmenován představeným chrámu svaté Ireny v Moskvě, který slouží jako podvorje Běloruského exarchátu.
Dne 11. listopadu 2013 se stal ředitelem Vitebského duchovního učiliště.
Dne 26. června 2014 byl osvobozen od funkce odboru vězeňské služby.